# Forlì-Cesena
A província de Forlì-Cesena é uma província italiana da região da Emília-Romanha com cerca de 362 218 habitantes, densidade de 152 hab/km². Está dividida em 30 comunas, sendo a capital Forlì.
Faz fronteira a norte com a província de Ravena, a este com o Mar Adriático e com a província de Rimini, a sul com a região das Marcas (Província de Pésaro e Urbino e a oeste e sul com a Toscana (província de Arezzo e província de Florença).